# Pleiospilos
Pleiospilos és un gènere de plantes suculentes de la família de les aïzoàcies (Aizoaceae) que comprèn entre 20 i 40 espècies, oriünd de Sud-àfrica. Està emparentat amb el gènere Lithops. El seu nom deriva de el grec pléios (molts) i Spilos (taques).

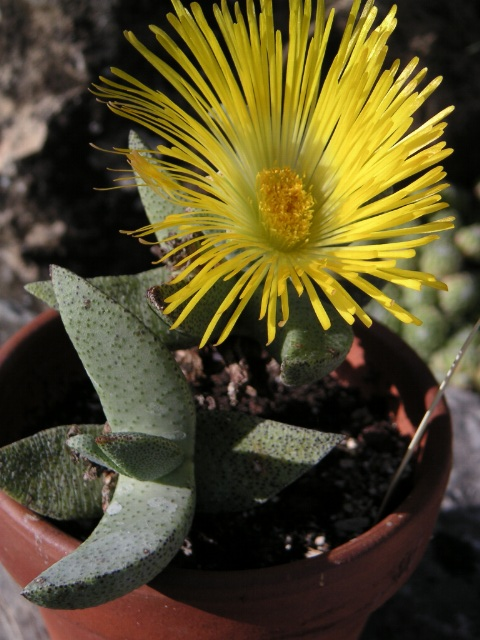
Pleiospilos ruoxii, flor.

## Característiques
Aquestes plantes consisteixen en un parell de fulles molt suculentes i oposades, gairebé semiesfèriques i aplanades en el seu cim (entre 2 a 3 cm), amb una gran esquerda entre les dues. El seu color recorda al del granit, entre verd mitjà a fosc o en algunes espècies gris i cobertes de petits punts o taques més fosques o grisenques. Aquests fulls tan sols duren una estació, a la fi de l'estiu es marceixen i del centre sorgeix un altre parell de fulles noves. La tija és tan curta que no és visible sobre la terra. De l'escletxa central sorgeixen les flors de color salmó, groc o daurat, d'uns 7 cm formades per una densa massa d'estams grocs al centre i multitud d'estrets pètals. Floreixen a l'estiu o tardor, i s'obren al vespre.

## Cultiu
Com totes les suculentes, Pleiospilos són molt sensibles a l'excés d'humitat. Són excel·lents plantes d'interior o hivernacle en latituds fredes (la temperatura mai ha de descendir dels 5 o 7 °C), sempre que se'ls procuri un substrat molt porós, poc reg, sobretot en l'època de repòs, quan requereixen sequedat quasi total i una posició assolellada, encara que toleren també una mica d'ombra.

## Taxonomia
- Pleiospilos beaufortensis
- Pleiospilos bolusii
- Pleiospilos compactus
- Pleiospilos dimidiatus
- Pleiospilos leipoldtii
- Pleiospilos longibracteatus (= Pleiospilos compactus)
- Pleiospilos magnipunctatus
- Pleiospilos nelii
- Pleiospilos nobilis
- Pleiospilos optatus (= Pleiospilos compactus)
- Pleiospilos pedunculata (= Pleiospilos nelii)
- Pleiospilos rouxii
- Pleiospilos tricolor (= Pleiospilos nelii)
- Pleiospilos simulans